# Solenopsis nigella
Solenopsis nigella es una especie de hormiga del género Solenopsis, subfamilia Myrmicinae.

## Distribución
Esta especie se encuentra en Argentina y Brasil.